# Mark Petchey
Mark Dave Petchey (* 1. August 1970 in Loughton, Essex, England) ist ein ehemaliger britischer Tennisspieler.

## Leben
Mark Petchey begann im Alter von acht Jahren mit dem Tennisspiel. Mit elf gewann er erstmals einen Juniorentitel. Er gewann als Heranwachsender mehrere nationale Einzel- und Doppeltitel, bevor er 1988 Tennisprofi wurde. 1991 gewann er seinen ersten Einzeltitel auf der ATP Challenger Tour. Zwei Jahre später konnte er zwei weitere Challenger-Einzeltitel gewinnen. 1994 erreichte er dreimal das Viertelfinale eines ATP-Turniers, wobei ihm in Sun City ein Erstrundensieg über Michael Stich gelang. Im selben Jahr gelang ihm auch sein größter Erfolg im Einzel, die Halbfinalteilnahme in Newport, wo er in drei Sätzen David Wheaton unterlegen war. Im Doppel konnte er keinen Titelgewinn auf der ATP Tour feiern, zusammen mit Danny Sapsford holte er den Titel in Nottingham. Hinzu kamen acht Doppeltitel auf der ATP Challenger Tour, unter anderem an der Seite von Jeremy Bates und Tim Henman. Seine höchste Notierung in der Tennis-Weltrangliste erreichte er 1994 mit Position 80 im Einzel sowie 1996 mit Position 104 im Doppel.
Sein bestes Einzelergebnis bei einem Grand-Slam-Turnier war das Erreichen der dritten Runde von Wimbledon 1997. Nach dem Zweitrundensieg gegen Tommy Haas unterlag er Boris Becker klar in drei Sätzen. In der Doppelkonkurrenz erreichte er dreimal die zweite Runde von Wimbledon und zweimal die zweite Runde der Australian Open. Im Mixed stand er 1995 im Viertelfinale von Wimbledon.
Petchey spielte zwischen 1991 und 1997 zehn Einzel- sowie sieben Doppelpartien für die britische Davis-Cup-Mannschaft. Von seinen Einzelpartien konnte er nur eine einzige gewinnen; hierbei handelte es sich um seinen allerersten Einsatz im Davis Cup, bei dem er in der Partie gegen Österreich gegen Thomas Muster siegreich war. Sein zweites Spiel gegen Thomas Buchmayer wurde beim Stand von 6:6 abgebrochen und nicht gewertet, da Großbritannien bereits vorher als Sieger festgestanden hatte.
Wegen einer Verletzung trat Petchey 1998 vom Profisport zurück und war zunächst als Sportkommentator bei Eurosport tätig. Er arbeitete zwischen 2003 und 2005 für die Lawn Tennis Association. Zwischen Juli 2005 und April 2006 betreute er Andy Murray als Trainer. Danach war er unter anderem für die BBC als Tennisexperte tätig.

## Erfolge
| Legende                       |
| Grand Slam                    |
| Tennis Masters Cup            |
| ATP Masters Series            |
| ATP International Series Gold |
| ATP International Series (1)  |
| ATP Challenger Tour (11)      |

### Einzel

#### Turniersiege
| Nr. | Datum             | Turnier      | Belag   | Finalgegner       | Ergebnis |
| --- | ----------------- | ------------ | ------- | ----------------- | -------- |
| 1.  | 11. November 1991 | Christchurch | Teppich | Fernon Wibier     | 7:5, 7:6 |
| 2.  | 11. Oktober 1993  | Recife       | Sand    | Fernando Meligeni | 6:2, 6:3 |
| 3.  | 6. Dezember 1993  | Adelaide     | Rasen   | Peter Tramacchi   | 6:3, 6:2 |

### Doppel

#### Turniersiege

##### ATP Tour
| Nr. | Datum         | Turnier    | Belag | Partner        | Finalgegner            | Ergebnis      |
| --- | ------------- | ---------- | ----- | -------------- | ---------------------- | ------------- |
| 1.  | 11. Juni 1996 | Nottingham | Rasen | Danny Sapsford | Neil Broad Piet Norval | 6:7, 7:6, 6:4 |

##### Challenger Tour
| Nr. | Datum             | Turnier         | Belag     | Partner               | Finalgegner                      | Ergebnis      |
| --- | ----------------- | --------------- | --------- | --------------------- | -------------------------------- | ------------- |
| 1.  | 20. April 1992    | Nagoya          | Hartplatz | Jeremy Bates          | Bertrand Madsen Leander Paes     | 7:5, 3:6, 7:6 |
| 2.  | 16. November 1992 | Kuala Lumpur    | Hartplatz | Mitch Michulka        | Owen Casey Donald Johnson        | 7:6, 6:1      |
| 3.  | 26. Juli 1993     | Winnetka        | Hartplatz | Wayne Arthurs         | Patrick Rafter Sandon Stolle     | 7:6, 6:7, 6:4 |
| 4.  | 9. August 1993    | Segovia         | Hartplatz | Juan Ignacio Carrasco | Maurice Ruah Roger Smith         | 6:2, 7:5      |
| 5.  | 17. Juli 1995     | Manchester (1)  | Rasen     | Tim Henman            | Massimo Bertolini Diego Nargiso  | 6:3, 6:4      |
| 6.  | 27. November 1995 | Rogaška Slatina | Teppich   | Andrew Richardson     | Patrick Baur Joost Winnink       | 6:7, 6:4, 6:4 |
| 7.  | 29. Juli 1996     | Istanbul        | Hartplatz | Danny Sapsford        | Oleg Ogorodov Orlin Stanoitschew | 6:3, 7:5      |
| 8.  | 14. Juli 1997     | Manchester (2)  | Rasen     | Danny Sapsford        | Noam Behr Filippo Veglio         | 6:3, 6:7, 7:6 |

#### Finalteilnahmen
| Nr. | Datum           | Turnier     | Belag     | Partner        | Finalgegner                 | Ergebnis |
| --- | --------------- | ----------- | --------- | -------------- | --------------------------- | -------- |
| 1.  | 22. August 1994 | Long Island | Hartplatz | Andrew Florent | Olivier Delaître Guy Forget | 4:6, 6:7 |